# 평산 한씨
평산 한씨(平山 韓氏)는 황해북도 평산군을 본관으로 하는 한국의 성씨이다.

## 역사
평산 한씨(平山 韓氏) 시조(始祖) 한후저(韓候抵)는 청주 한씨 한란의 5세손으로 고려(高麗) 시대에 자첨사(子詹事), 검교예빈경(檢校禮賓卿)을 지내고 평산백(平山白)에 봉(封)해졌다고 한다.

## 인물
- 한철충(韓哲沖, 1321년 ~ ?): 자는 홍도(弘道), 호는 몽계(夢溪). 본관은 평산(平山)이다. 증조부는 한평수(韓平壽)이고, 조부는 참의공(參議公) 한련(韓璉)이며, 부친은 판서공(判書公) 한희적(韓希迪)이다. 1341년(고려 충혜왕 복 2) 생원시에서 장원으로 합격하였고, 1353년(공민왕 2) 문과에 급제하였다. 이후 사헌부장령(司憲府掌令)‧양광도안렴사(楊廣道按廉使)‧전법판서(典法判書) 등을 역임하였다. 고려가 패망하자 고려조의 충신들과 함께 경기도 개풍군(開豊郡) 광덕면(光德面) 광덕산(光德山) 두문동(杜門洞)으로 들어가 은둔하였다. 이성계(李成桂)가 두문동칠십이현(杜門洞七十二賢)을 몰살하기 직전에 경상북도 상주(尙州)에 위치한 백원산(白原山)으로 이주하여 은둔하였다. 이후 경상남도 용주면(龍州面)으로 옮겨 가서 망송재(望松齋)를 짓고 매일 고려의 수도인 송도(松都)를 바라보며 충절을 지켰다. 아들로 4남 군수(郡守) 한진(韓珍), 목사(牧使) 한염(韓廉), 헌납(獻納) 한겸(韓兼), 교위(校尉) 한양(韓讓)을 두었다. 경상남도 합천군(陝川郡) 가야면(伽倻面)의 면암서원(冕巖書院)에 배향되었다. 유고(遺稿)로 『몽계선생유적(夢溪先生遺蹟)』이 있는데, 한극창(韓克昌)의 『오주유집(鰲洲遺集)』‧한필수(韓必壽)의 『인묵재유고(忍黙齋遺稿)』와 합본하여, 1904년(광무 8)에 후손 한정국(韓貞國) 등이 편집하여 간행하였다.
- 한겸(韓兼): 한철충의 아들. 1393년(조선 태조(太祖) 2년) 식년시(式年試) 문과에 동진사(同進士)로 급제하여 사간원헌납(司諫院獻納)을 지냈다.
- 한덕해(韓德海, 1583년 ~ ?): 1617년(광해군(光海君) 9년) 알성시(謁聖試) 문과에 급제하여 성균관전적(成均館典籍)을 지냈다.
- 한순(韓楯): 한덕해의 아들. 1641년(인조(仁祖) 19년) 문과에 급제하여 교서관교리(校書館校理)를 지냈다.
- 한선기(韓選基): 한순의 손자. 1717년(숙종(肅宗) 43년) 온양정시(溫陽庭試)에 급제하여 군수(郡守)를 지냈다.

## 인구
평산 한씨는 2015년 대한민국 통계청 인구조사에서 57명으로 조사되었다. 현대에 들어와 청주 한씨 몽계공파로 합본되었다.